# Pelomys minor
Pelomys minor är en däggdjursart som beskrevs av Cabrera och Ruxton 1926. Pelomys minor ingår i släktet Pelomys och familjen råttdjur. Inga underarter finns listade.

## Utseende
Arten är med en kroppslängd (huvud och bål) av 101 till 160m m, en svanslängd av 100 till 135 mm och med 21 till 27 mm långa bakben ett litet råttliknande djur. Viktuppgifter saknas. Liksom hos Pelomys fallax har ovansidans päls en gulbrun till rödbrun färg. De flesta exemplar har en smal längsgående strimma på ryggens topp. På undersidan förekommer gulbrun, ljusbrun eller vitaktig päls. Huvudet kännetecknas av röda hår vid nosen, kring ögonen och på de 13 till 16 mm långa öronen. Svansroten är hos Pelomys minor rödbrun. Resten av svansen är svart på ovansidan och grå på undersidan. Vid framtassarna är det femte fingret kort och bär en nagel. Som andra medlemmar av släktet Pelomys har arten rännor i de övre framtänderna.

## Utbredning och ekologi
Detta råttdjur förekommer med två från varandra skilda populationer i Kongo-Kinshasa och östra Angola. I bergstrakter når arten 2160 meter över havet. Habitatet utgörs av savanner och dalgångar med några träd. Pelomys minor hittades även nära jordbruksmark. Ungdjur registrerades i augusti. För övrigt är inget känt om artens levnadssätt.

## Hot
För beståndet är inga hot kända. Pelomys minor är ganska sällsynt men hela populationen anses vara stor. IUCN kategoriserar arten globalt som livskraftig.